# Cardiosace formosa
Cardiosace formosa là một loài bướm đêm trong họ Noctuidae.